# CDN (album Hey)
CDN – dwupłytowy specjalny album polskiej grupy muzycznej Hey. Ukazał się 27 października 2017 roku nakładem wytwórni Kayax. Nagrania zarejestrowane zostały pomiędzy lipcem a wrześniem 2017.
Wszystkie, nawet najstarsze, piosenki z okresu działalności zespołu zostały nagrane na nowo, niektóre w nowych, zaskakujących wersjach, inne w sprawdzonych koncertowych aranżacjach lub po prostu po staremu.
Nagrano na nowo 3 utwory z poprzedniego studyjnego albumu zespołu pt. „Błysk”. Oprócz nich, album zawiera premierowy utwór: „Gdzie jesteś, gdzie jestem?”.
Składanka uzyskała status złotej płyty.

## Lista utworów

### CD 1
1. „Cisza, ja i czas” – 3:20
2. „A Ty?” – 3:17
3. „Sic!” – 3:47
4. „Teksański” – 2:28
5. „2015” – 3:15
6. „Muka” – 3:11
7. „Zazdrość” – 2:17
8. „Eksperyment” – 3:43
9. „Kto tam? Kto jest w środku?” – 3:14
10. „4 pory” – 2:47
11. „Faza Delta” – 4:20
12. „Że” – 3:16
13. „Katasza” – 3:06

### CD 2
1. „Misie” – 5:18
2. „Umieraj stąd” – 3:43
3. „List” – 3:55
4. „Prędko, prędzej” – 3:33
5. „Mimo wszystko” – 3:41
6. „Ja sowa” – 2:33
7. „Heledore Babe” – 3:56
8. „Cudzoziemka w raju kobiet” – 3:11
9. „Byłabym” – 4:11
10. „Moja i twoja nadzieja” – 5:05
11. „Historie” – 4:08
12. „Do rycerzy, do szlachty, do mieszczan” – 4:41
13. „Gdzie jesteś, gdzie jestem?” – 4:21